# Zapalenie tchawicy
Zapalenie tchawicy (łac. tracheitis) – choroba górnych dróg oddechowych, zazwyczaj o etiologii wirusowej. Najczęstszymi drobnoustrojami są wirusy grypy, paragrypy, rhino, adeno, RS oraz rzadziej bakterie atypowe: Chlamydia pneumoniae oraz Mycoplasma pneumoniae. W formie ostrej przebiega często z zapaleniem oskrzeli oraz krtani (pseudokrup). Zakażenie tchawicy może być wstępem do zapalenia oskrzeli. W postaci przewlekłej często ma wspólną etiologię i przebieg z przewlekłym zapaleniem gardła. Ostre zapalenie tchawicy zaczyna się nagle bólami za mostkiem, nasilającymi się przy głębokim oddychaniu oraz kaszlem, początkowo suchym i bolesnym, następnie przechodzącym w kaszel wilgotny. Schorzeniu mogą towarzyszyć inne objawy stanu zapalnego, takie jak stany podgorączkowe, osłabienie i złe samopoczucie.

## Leczenie
Leczenie polega na zapewnieniu choremu powietrza właściwego do oddychania, a więc ciepłego, czystego i wilgotnego. Stosuje się inhalację z węglanu sodowego, olejków eterycznych lub ziół o działaniu ściągającym. Podaje się leki przeciwzapalne, w wyjątkowych przypadkach sulfonamidy. Ponieważ czynnikiem sprawczym najczęściej są wirusy, podawanie antybiotyków jest bardzo dyskusyjne.

## Klasyfikacja ICD10
| kod ICD10     | nazwa choroby                          |
| ------------- | -------------------------------------- |
| ICD-10: J04   | Ostre zapalenie krtani i tchawicy      |
| ICD-10: J04.1 | Ostre zapalenie tchawicy               |
| ICD-10: J04.2 | Ostre zapalenie krtani i tchawicy      |
| ICD-10: J37   | Przewlekłe zapalenie krtani i tchawicy |
| ICD-10: J37.1 | Przewlekłe zapalenie krtani i tchawicy |